# Inneruulalik
Inneruulalik (Ingnerûlalik prima della riforma ortografica del 1973) è un villaggio della Groenlandia di 4 abitanti (gennaio 2005). Si trova a 61°07'N 45°29'O; appartiene al comune di Kujalleq.